# Джебель-эт-Таир
Джебель-эт-Таир (араб. جزيرة جبل الطير‎ — Джазира-Джебель-эт-Таир, где, по-арабски, «джазира» — «остров», а «джебель» — «гора») — это почти овальный вулканический остров к северо-западу от Баб-эль-Мандебского пролива в Красном море, примерно на полпути между Йеменом и Эритреей. Остров принадлежит Йемену и расположен в западной части мухафазы Ходейда в месте под названием «талия Красного моря».
Остров находится почти на полпути между Йеменом и Эритреей: 115 километров (71 миль) к востоку до Йемена и примерно 150 км (93 мили) на юго-запад до Эритреи. Расстояние до йеменского острова Камаран составляет около 82 километров (51 миль); острова Саудовской Аравии Фарасан расположены на северо-востоке.
Jazīrat Jabal aṭ-Ṭayr, буквально, «Bird Mountain Island», то есть «остров Птичья Гора».
Остров находится на крупном разломе земной коры.
На острове находится вулкан с одноимённым названием:
- Название вулкана (рус.): Джебель-эт-Таир
- Название вулкана (анг.): Jebel at Tair
- Номер вулкана по международной классификации: 0201-01=
- Тип вулкана: стратовулкан
- Высота вершины вулкана: 244 (м)[2]

## История острова
В прошлом остров, ранее известный как Saiban, был важным навигационным ориентиром для проходивших судов.
Возможно в 1332 году на острове было извержение вулкана.
Исторически Османская империя контролировала острова Красного моря, и предоставила французской компании концессию на маяк на острове Джебель-эт-Таир.
В 1883 году было извержение вулкана на острове Джебель-эт-Таир.
В 1900 году британское Адмиралтейство описало остров, как не имеющий природных источников пресной воды и имеющий высокую коническую вершину возвышающуюся над базальтовым отвесным берегом высотой около 300 футов (90 м) относительно побережья.
Британские войска заняли остров в 1915 году, но суверенитет был специально оставлен неопределенным. После периода франко-британской операции концессия на маяк передана британской компании, то есть к Йемену.
Суверенитет острова долго обсуждался между Эфиопией, Эритреей и Йеменом. По соглашению 1962 года, маяки должны были поддерживаться на острове за счет грузоотправителей.
В 1973 году Йемен уведомил Эфиопию о своем намерении выполнить аэрофотосъемку, и неоднозначная реакция Эфиопии стала позже предметом спора. Эфиопия обозначила острова к разряду островов с «отсутствием признанных владельцев». Спор и независимость Эритреи от Эфиопии после 1993 года вылились в 1995 году в кризис относительно островов Ханиш и острова Зукар.
Землетрясения на острове Джебель-эт-Таир, находящемся в срединной южной части Красного моря, имели место в 1996 году.
После спора с Эритреей Йемен держал военную базу на западной части острова Джебель-эт-Таир с 1996 года до извержения вулкана в 2007 году. До извержения вулкана на острове были две контрольно-сторожевые башни для контроля и наблюдения за проходящими мимо большими военными кораблями, грузовыми судами и нефтяными танкерами.
В результате международного решения в 1998-99 году Постоянная палата третейского суда разделила острова между Эритреей и Йеменом соответственно.
После 124 лет покоя, создавший остров вулкан разразился 30 сентября 2007 года. Извержение вулкана и выход лавы продолжались ежедневно по 4 декабря, а затем активность вулкана уменьшилась и он затих в 2008 году.

## Извержение вулкана Джебель-эт-Таир в 2007 году

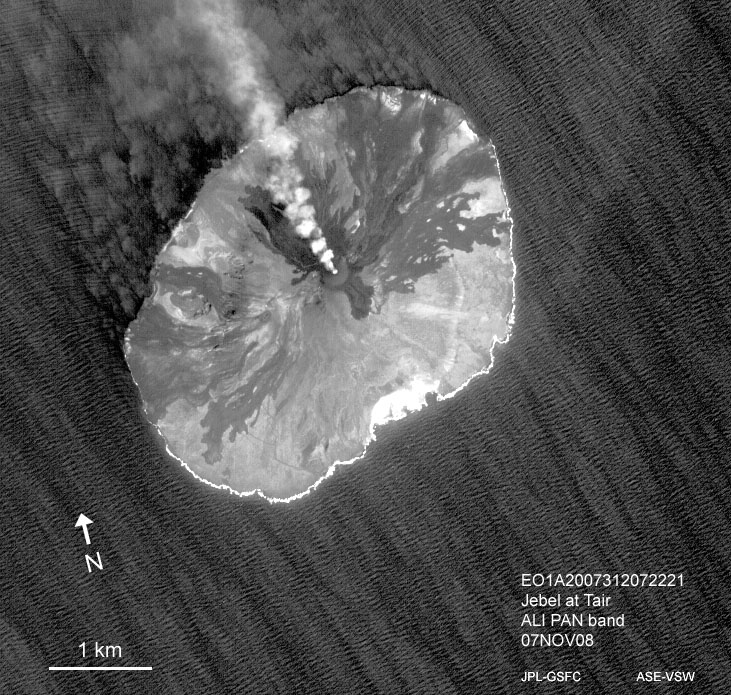
Фотография острова Джебель-эт-Таир со спутника, 8 ноября 2007 года

Мощное вулканическое извержение произошло на острове 30 сентября 2007 года. До извержения протяжённость острова была 3 километра, площадь 3,9 квадратных километра, высота вулкана 244 м.

### Извержение
За две недели до начала извержения, в районе острова были зарегистрированы несильные подземные толчки магнитудой от 2 до 3,6. Ученые предполагают, что они также могли послужить причиной извержения вулкана. Предположительно, извержение было вызвано крупным оползнем, сошедшим в западной части утром в воскресенье, 30 сентября 2007 года. Вечером 30 сентября 2007 года местные СМИ сообщили о трех подземных толчках в районе острова силой 4 — 4,3 балла по шкале Рихтера, после чего из кратера вулкана хлынула лава. По информации, полученной от йеменского информационного агентства SABA, извержение произошло в 19:00 местного времени (16:00 Гринвичского или 20:00 московского времени).
30 сентября официальный представитель военно-морских сил Канады Кен Аллен отправил журналистам с борта «Торонто» электронное письмо, в котором написал, что весь остров «светится лавой и магмой, стекающей в море». «Лава извергается в воздух на многие десятки метров, а вулканический пепел поднимается метров на 300», — писал он. Северную сторону острова описывали так: «вообще ничего, кроме красной раскаленной лавы».
Единственными обитателями острова на момент извержения были йеменские военные. Всего в гарнизоне на острове служило около 50 человек. Постоянного населения на острове нет.
Первоначально руководство располагающейся на острове военной базы сообщило о четверых погибших военнослужащих — солдаты были поглощены потоками лавы. Правительство Йемена приняло решение об эвакуации военной части, находящейся на этом острове и оставшихся в живых эвакуировали силами береговой охраны Йемена. Несколько человек доставлены в больницы с ожогами и травмами. По сообщению представителей военно-морских сил Йемена на первую половину 1 октября 2007 года, по меньшей мере девять человек пропали без вести в море.
Президент Йемена Али Абдалла Салех накануне извержения прибыл в портовый город Ходейда, находящийся приблизительно в 130 километрах от острова Джебель-эт-Таир, чтобы контролировать ситуацию. Он отдал распоряжение организовать поиски пропавших.
В это время группа SNMG1 из шести судов флота NATO проходя мимо направлялась к Суэцкому Каналу. Власти Йемена обратились за помощью к проходящему подразделению военно-морских сил NATO. Пресс-релиз Standing NATO Maritime Group ONE (Печатный выпуск SNMG1) от 1 октября 2007 года (дословный перевод):
«PRESS RELEASE
Standing NATO Maritime Group ONE Aids in
Volcanic Eruption Search and Rescue
1 Октября 2007:

У побережья Йемена в Красном море — во второй половине дня 30 сентября 2007 года SNMG1, проходя транзитом Красном море в направлении на север, получив доклад от канадского корабля HMCS TORONTO о взрыве около 80 морских миль к Северу от группы. Два корабля, NRP ALVARES CABRAL (Португалия) и HNLMS EVERTSEN (Нидерланды), как авангард впереди группы, были на сцене к концу дня, подтвердив извержение вулкана на йеменском острове Джазира ат-Тайр.
Работая непосредственно с Операционным Центром Береговой Охраны Йемена, группа НАТО из шести кораблей в составе португальского фрегата NRP ALVARES CABRAL со своим вертолётом Lynx Mk95, американского эсминца (ракетный эсминец) USS BAINBRIDGE, флагмана командующего морской группы НАТО 1, нидерландского фрегата HNLMS EVERTSEN, датского фрегата HDMS OLFERT FISCHER, немецкого заправщика FGS SPESSART и канадского фрегата HMCS TORONTO, искала в водах вокруг острова в течение всей ночи выживших в связи с последствиями извержения вулкана.

Сигнал тревоги прозвучал на BAINBRIDGE этим утром, когда человек был обнаружен в воде. В 08:45 часов по местному времени, BAINBRIDGE подобрал из воды йеменца живого, уставшего от тяжёлого испытания в течение ночи, но в добром здравии и настроении. Вскоре после этого, HMCS ТОРОНТО подобрал второго оставшегося в живых. После консультаций с Береговой Охраной Йемена, корабли SNMG1 остаются в непосредственной близости от Джазира ат-Тайр для продолжения поисков выживших."

### Пострадавшие
Военнослужащий йеменского гарнизона Али Сари, спасаясь при извержении вулкана на острове Джебель-эт-Таир, провел в море 21 час, прежде чем его спас канадский корабль. Солдат сказал, что после первых извержений кратера в воскресенье, все члены гарнизона, в котором, по его словам, насчитывалось 70 человек, бросились в воду. Через некоторое время большинство из них вернулись на берег, однако девять человек не стали этого делать, опасаясь лавы, и продолжали плыть в открытое море. Люди, которые находились в море, видели проходившие суда и безрезультатно взывали о помощи. Позднее Али потерял из виду своих спутников, о судьбе которых ему ничего неизвестно. Искусанного рыбами военного подняли на борт канадские моряки и передали его йеменским властям.
Согласно новостям от 3 апреля 2007 года: «Ранее представитель командования ВМС Канады Кен Ален сообщил о восьми погибших при извержении вулкана. Ещё более десяти человек официально считаются пропавшими без вести. Весь персонал, находившийся на базе на момент извержения, был эвакуирован.»
Во время описываемых событий командно-контрольный центр в Военно-морской операционной кампании возглавлял Хусейн Абдул-Рахман.
Поиски пропавших продолжались по меньшей мере до 2 сентября включительно.
Согласно информации, после извержения с острова были эвакуированы 21 человек, по другим сведениям 29 человек.
В результате пробуждения вулкана полностью разрушена западная часть острова, на которой находилась военная база.
Спутник MODIS обнаруживал тепловые аномалии над островом каждый день после извержения по 4 декабря 2007 года включительно. Потоки лавы периодически выходили с 30 сентября по 4 декабря 2007 года. Министерство рыбного хозяйства богатства (MFW) Йемена направило предупреждение всем рыбакам не подходить к острову Джебель-эт-Таир в связи с пробуждением вулкана (1 декабря 2007 года).
Однако, согласно сайта о вулканах, последнее извержение вулкана Джебель-эт-Таир было в 2008 году.

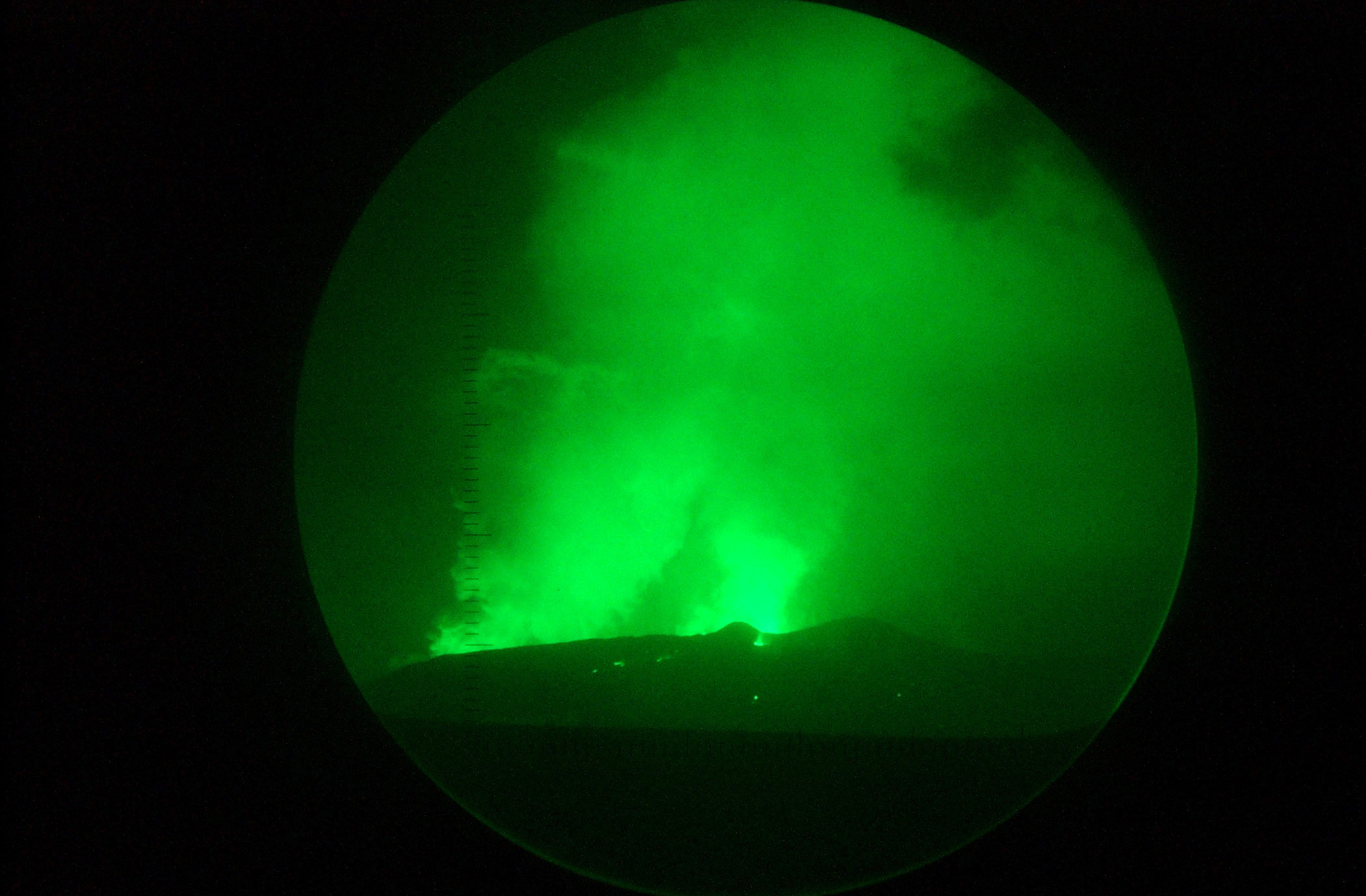
30 сентября 2007 года
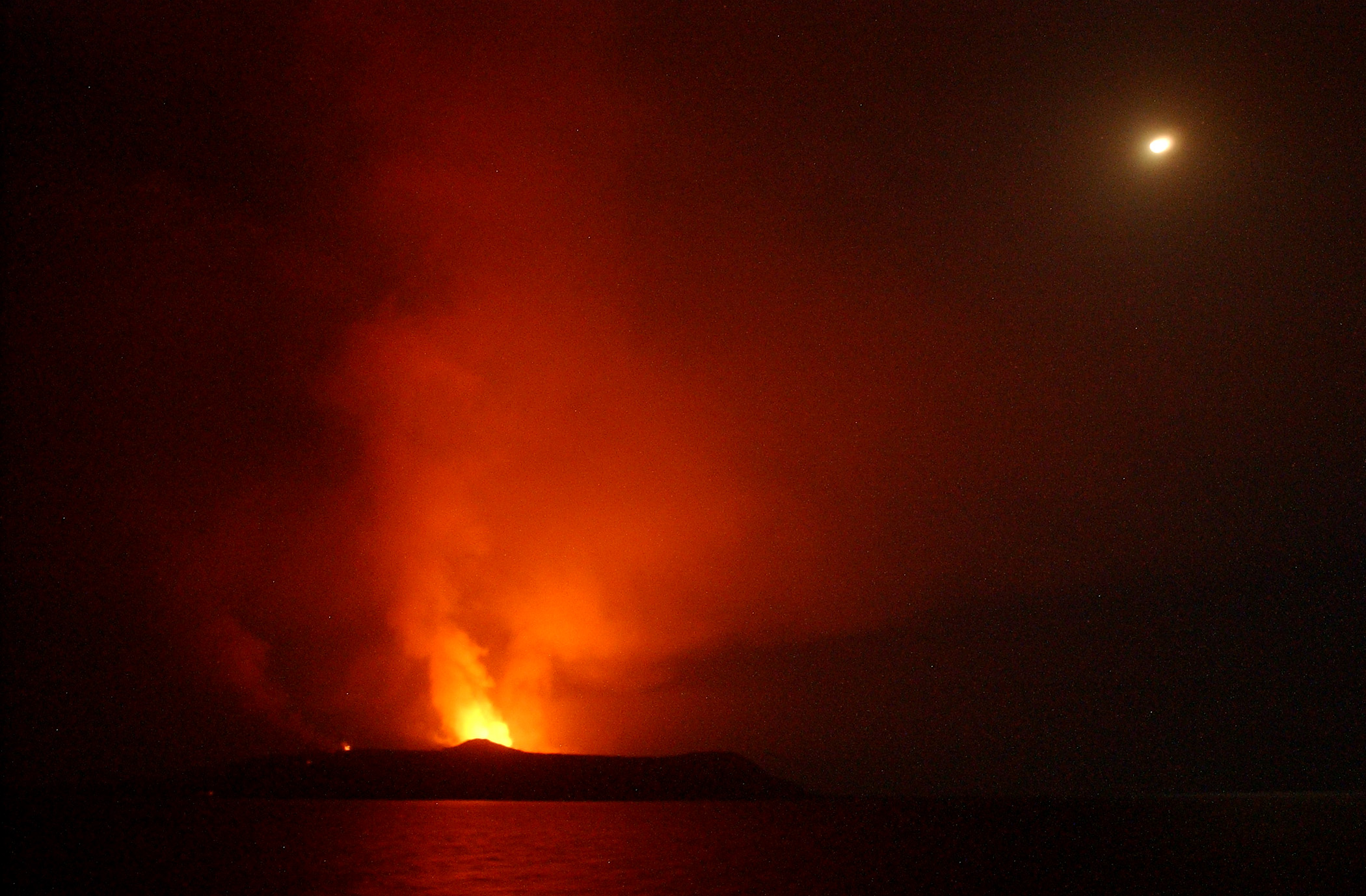
30 сентября 2007 года
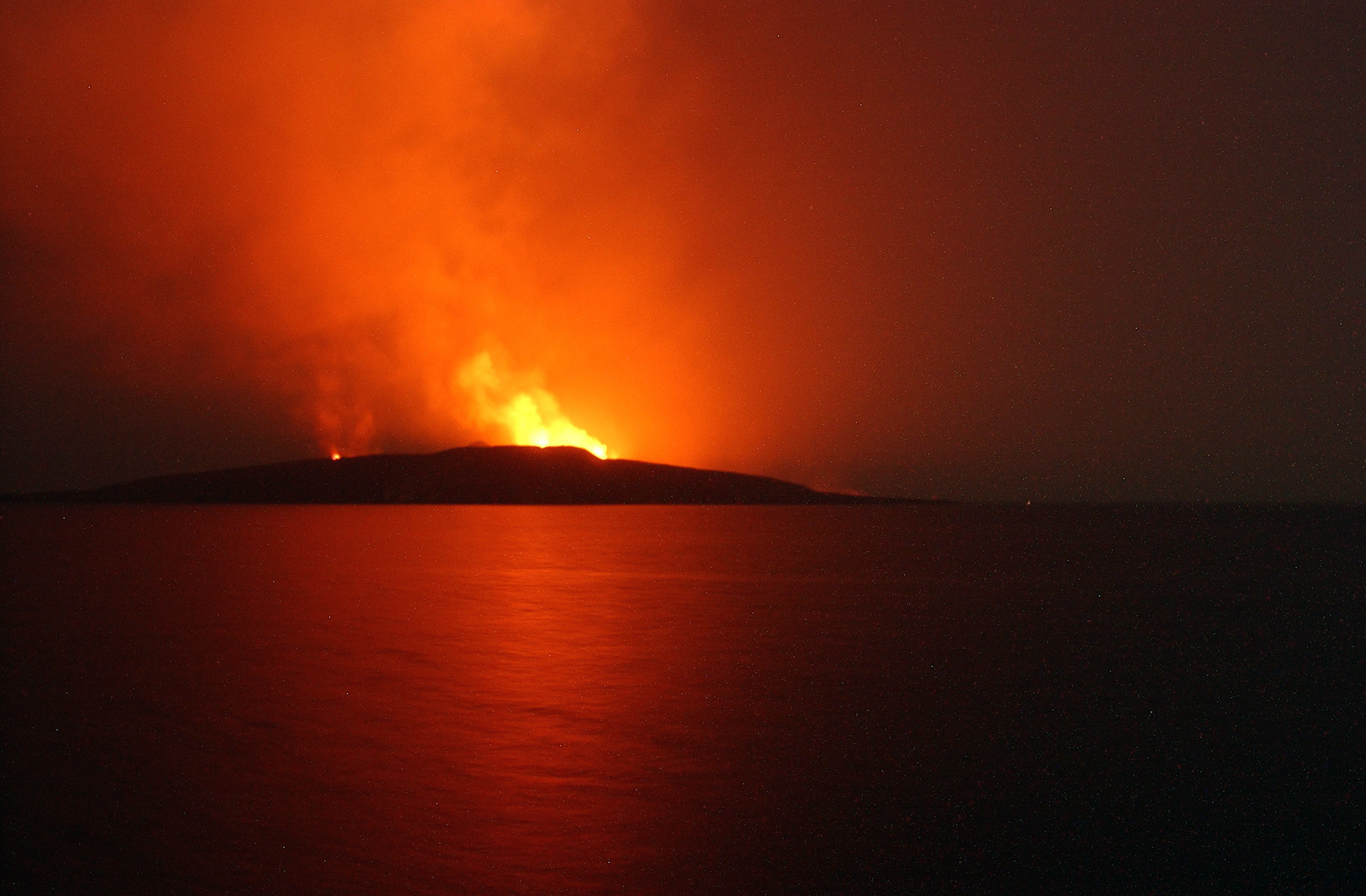
1 октября 2007 года
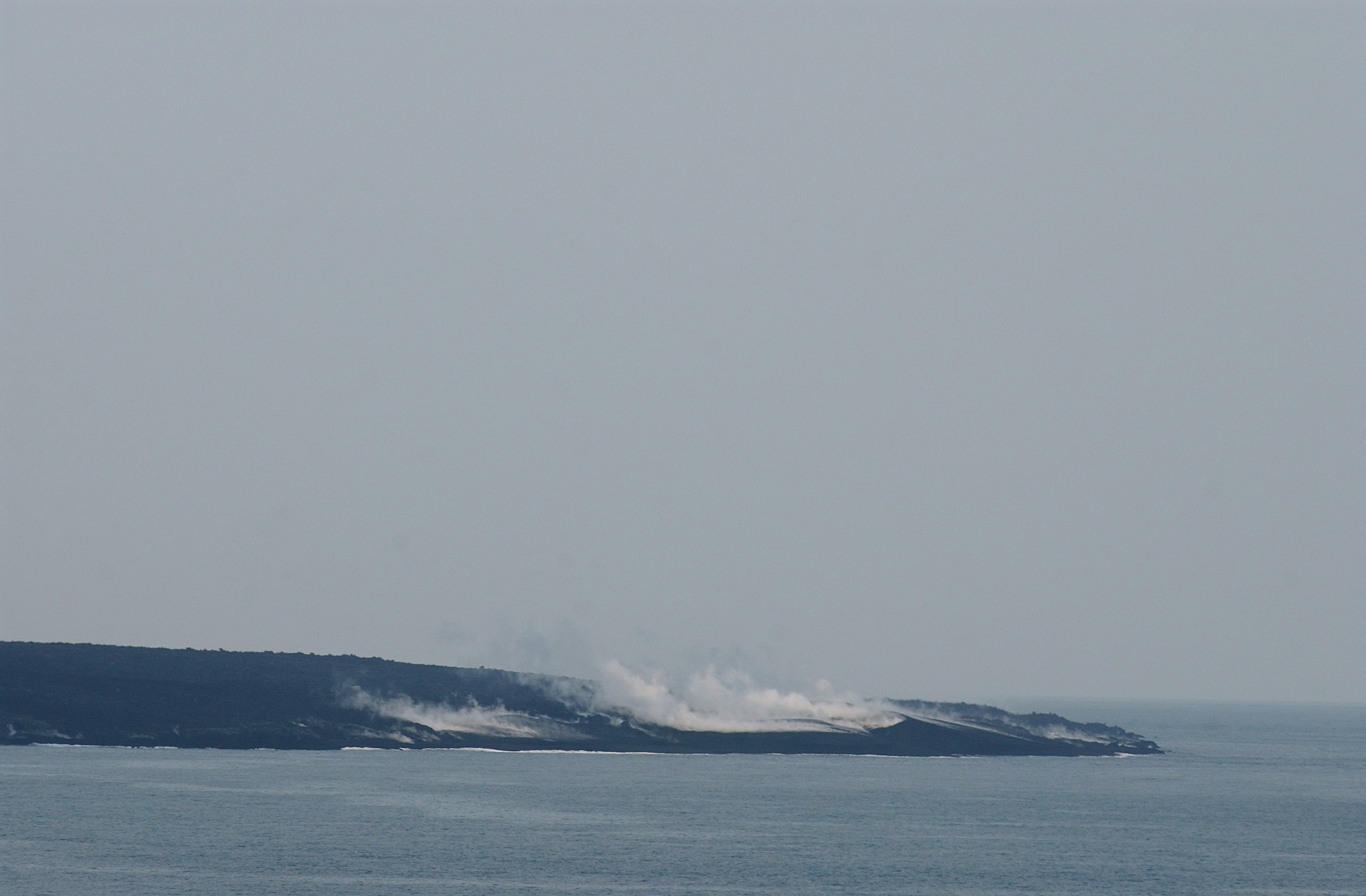
Утро 1 октября 2007 года
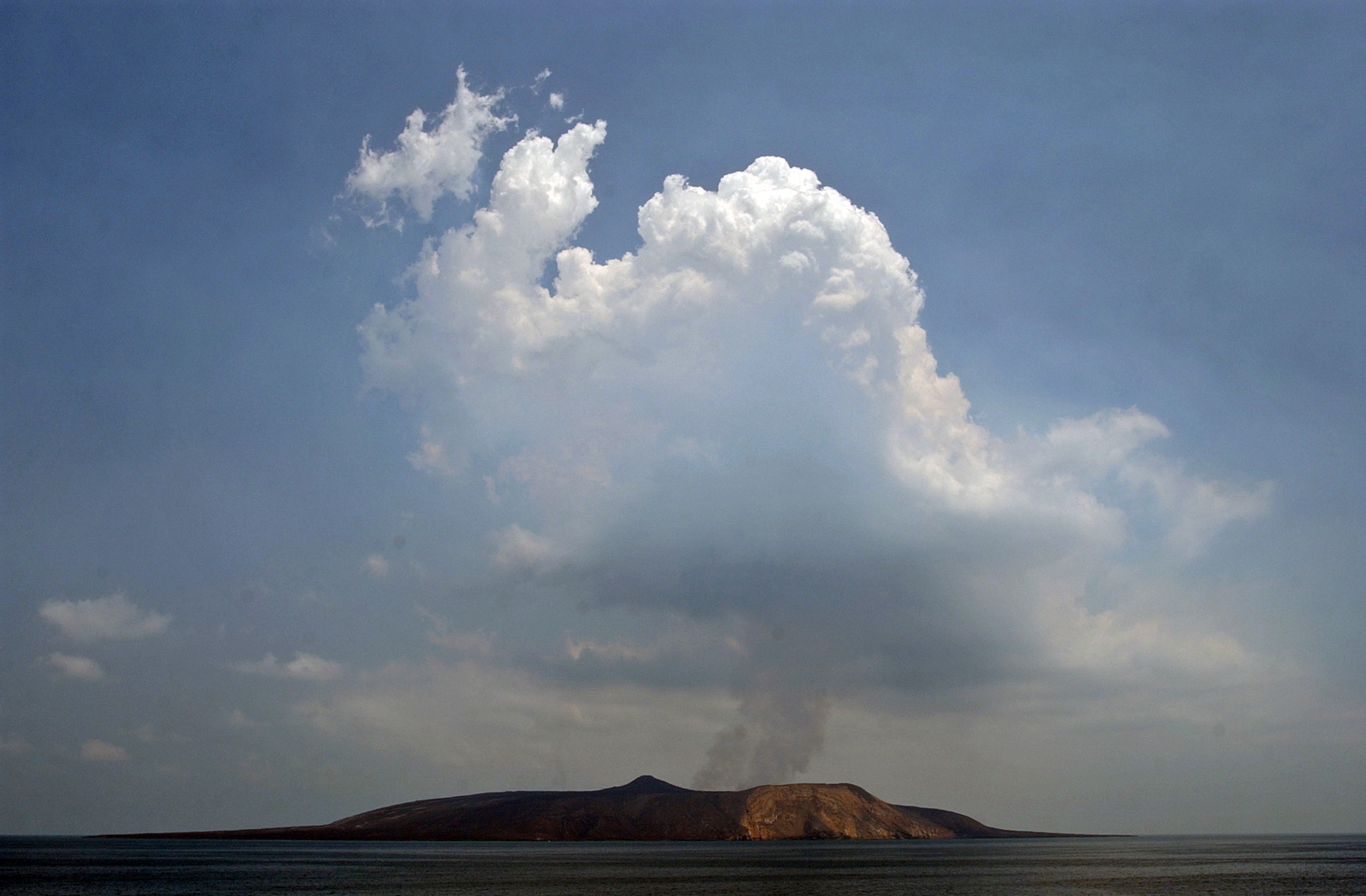
1 октября 2007 года
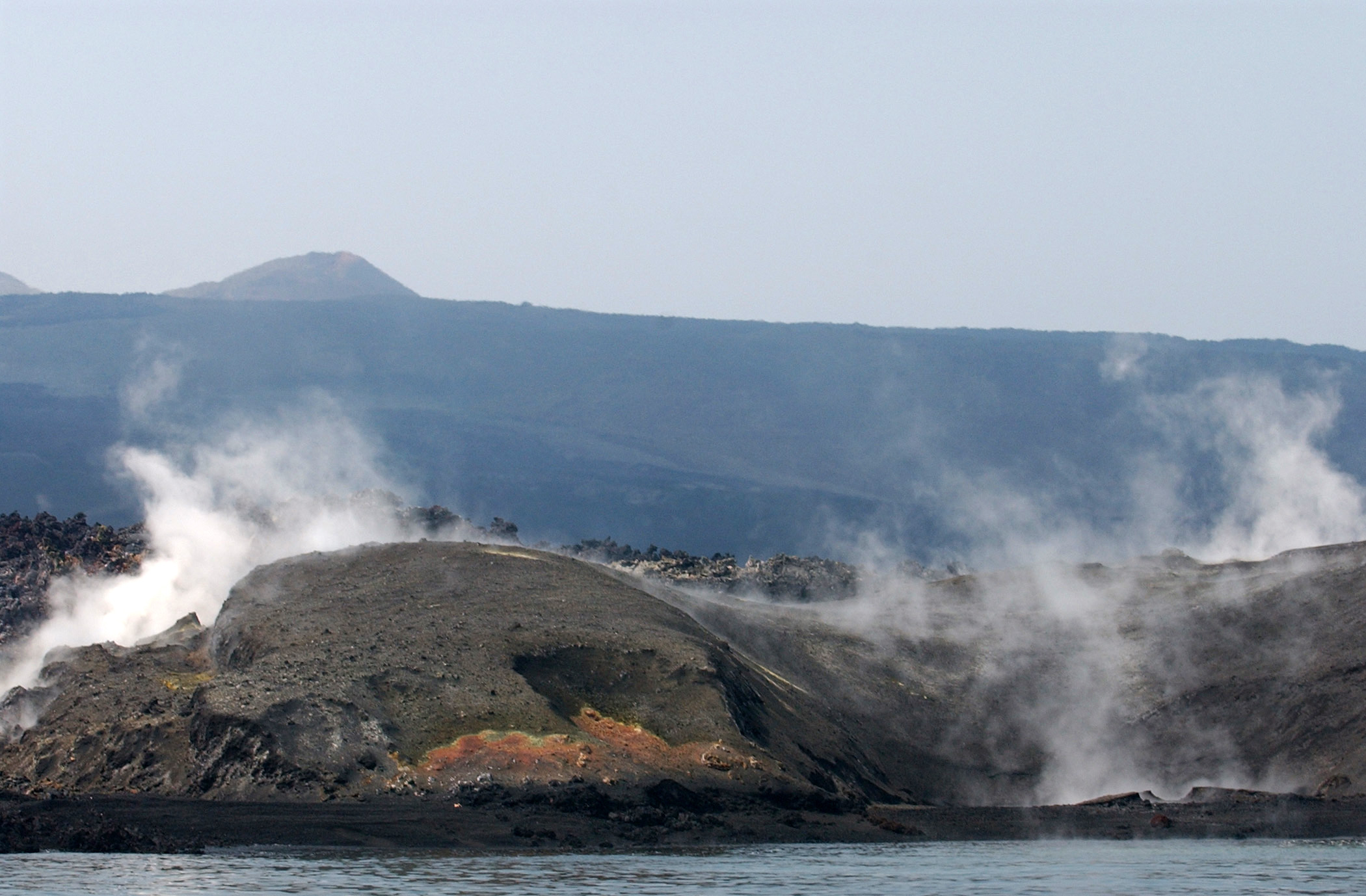
Утро 2 октября 2007 года
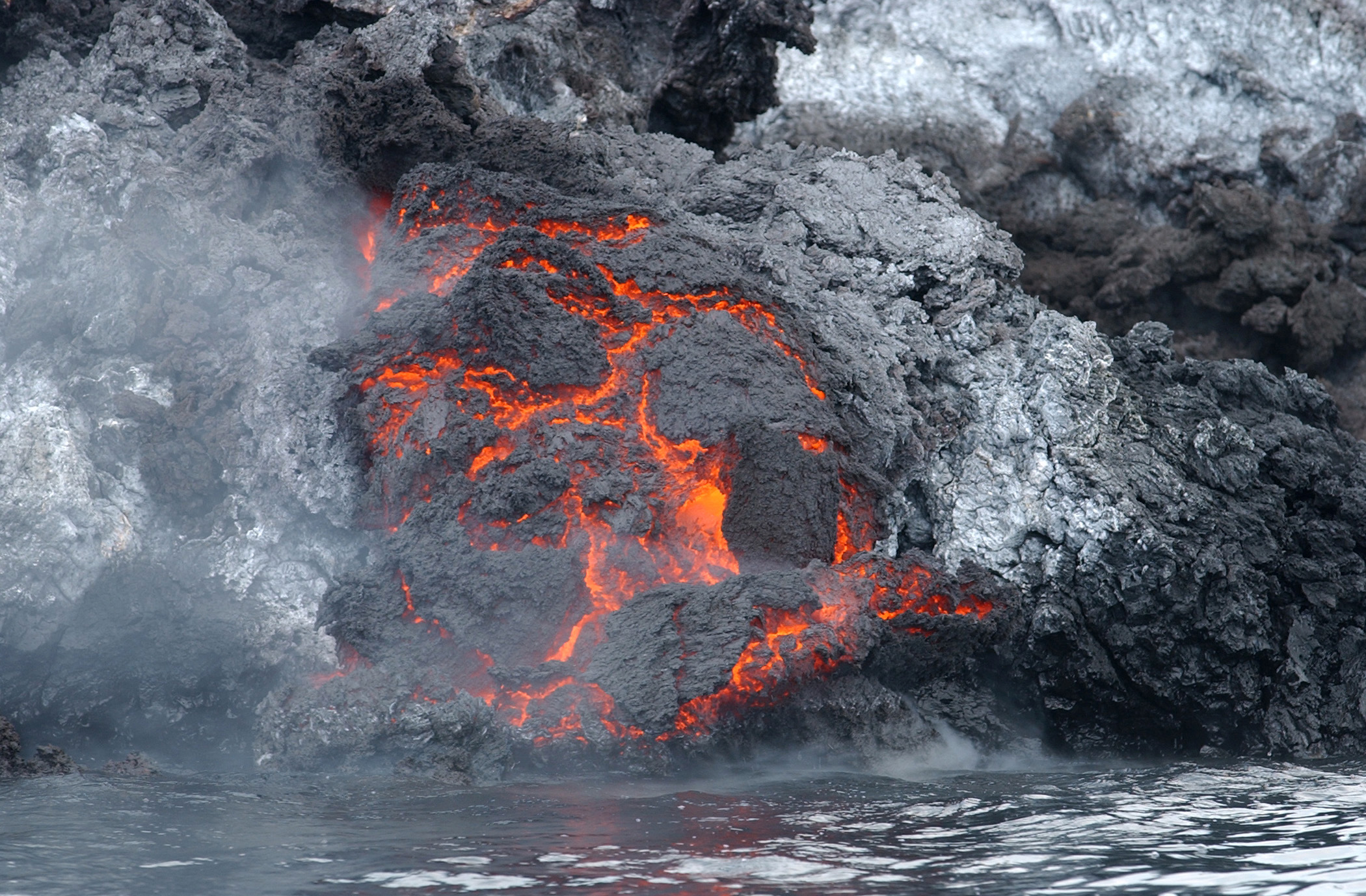
2 октября 2007 года
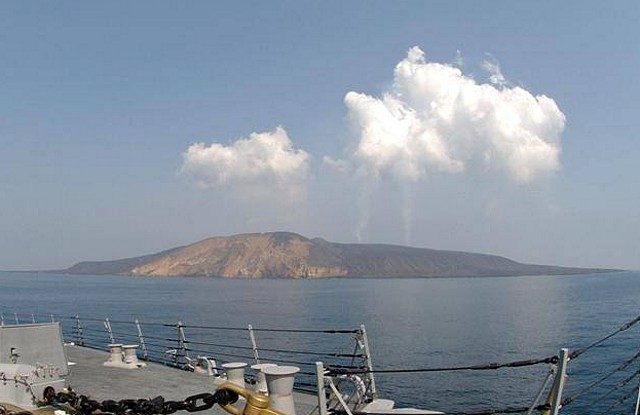
Остров Джебель-эт-Таир, 2 октября 2007 года